# Lazika (Schützenpanzer)
Der Lazika (georgisch ლაზიკა, Lasika) ist ein georgischer Schützenpanzer, welcher im Februar 2012 zum ersten Mal auf einem Militärgelände zur Schau gestellt wurde. Die Entwicklung durch den georgischen Rüstungsbetrieb STC Delta soll nicht mehr als ein Jahr in Anspruch genommen haben. Weitere Varianten des Fahrzeuges sind geplant. Teilweise basiert er auf Komponenten des sowjetischen Schützenpanzers BMP-1. Das Hauptmerkmal ist seine im Vergleich zu ähnlichen Modellen starke Panzerung. Der Lazika ist das dritte militärische Fahrzeug, das in Georgien seit 2010 für die eigenen Landstreitkräfte entwickelt wurde.
Die Bezeichnung des Panzers bezieht sich auf das in der Antike im Westteil des heutigen Georgien existierende Königreich Lasika.

## Bewaffnung
Die primäre Bewaffnung der ersten Version besteht aus einer 23-mm-Maschinenkanone, die Granaten im Kaliber 23 × 152 mm verschießt und einem 7,62-mm-PKT-Maschinengewehr, die beide auf einer fernbedienbaren Waffenplattform installiert sind. Sekundärbewaffnung können Panzer- und Flugabwehrraketen sein.

## Ausstattung
Der Lazika ist mit mehreren Nachtsicht- und Wärmebildkameras ausgestattet, die sowohl dem Fahrer als auch dem Schützen zur Verfügung stehen. Die Elektronik und Kommunikationssysteme sind nach eigenen Angaben auf dem neuesten Stand der Technik. Monitore zeigen digitale Karten und sind mit einem satellitengestützten Navigationssystem verbunden. Des Weiteren gibt es ein Freund-Feind-Erkennungssystem, ähnlich wie bei Kampfpanzern. Zum Komfort der mitfahrenden Schützen wurden getrennte Sitze mit Sicherheitsgurten eingebaut. Oberhalb der Sitze gibt es jeweils eine Luke als Notausstieg oder zum Führen des Feuerkampfes.

## Panzerung
Die kombinierte Panzerung gewährleistet einen Rundum-Schutz vor panzerbrechender Munition im Kaliber 14,5 × 114 mm, vor Explosionen von 10-kg-Minen in unmittelbarer Nähe sowie von 6-kg-Minen direkt unter der Wanne. Die genaue Zusammensetzung der Panzerung unterliegt der Geheimhaltung.